# Cratere Focas (Marte)
Focas è un cratere sulla superficie di Marte.
Il cratere è dedicato all'astronomo greco Ionnas Focas.